# Сушка (Люблінське воєводство)
Сушка (пол. Suszka) — село в Польщі, у гміні Біща Білґорайського повіту Люблінського воєводства.

## Історія
За даними етнографічної експедиції 1869—1870 років під керівництвом Павла Чубинського, у селі переважно проживали українськомовні греко-католики, меншою мірою — польськомовні римо-католики.
У 1921 році село входило до складу гміни Біща Білґорайського повіту Люблінського воєводства Польської Республіки.
У 1975—1998 роках село належало до Замойського воєводства.

## Населення
За даними перепису населення Польщі 1921 року в селі налічувалося 12 будинків та 45 мешканців, з них:
- 23 чоловіки та 22 жінки;
- 34 православні, 11 римо-католиків;
- 33 українці, 12 поляків.